# Présidence de Louis-Napoléon Bonaparte
Président de la République française
Présidence d'Adolphe Thiers
Louis-Napoléon Bonaparte est élu en décembre 1848 président de la République française pour quatre ans. Son mandat commence le 20 décembre 1848 et se finit le 2 décembre 1852 à la suite du coup d'État du 2 décembre 1851 qui le verra devenir empereur des français sous le nom de Napoléon III.

## Historique
Ce 23 septembre 1848, Louis-Napoléon quitte enfin Londres pour Paris. Pour la seconde fois en moins de six mois, il vient d’être élu député et, cette fois-ci, l’exilé a bien l’intention de siéger. Début octobre, l’Assemblée, chargée de doter le pays d’un nouveau régime, opte pour un exécutif fort, à l’américaine. Pour la première fois de son histoire, la France aura donc un président élu au suffrage universel masculin. A la fin du mois, Louis-Napoléon annonce sa candidature à ce scrutin fixé au 10 décembre. Dans le camp républicain et socialiste, les prétendants se bousculent : Cavaignac, Lamartine, Ledru-Rollin et Raspail. Par pur calcul, la droite monarchiste et cléricale se range derrière Louis-Napoléon. Adolphe Thiers, le chef de file du «parti de l’ordre», pressent que dans une France essentiellement rurale et nostalgique de l’épopée napoléonienne, le prince n’aura aucun mal à rafler la mise. Il rassure ses amis : le futur président est «un crétin que l’on mènera».
Malgré le manque d’argent, la campagne que déploie Louis-Napoléon est d’une incroyable efficacité. Son QG de campagne, installé dans un hôtel de la place Vendôme, occupe deux étages. Les sympathisants qui s’y présentent sont répartis en équipes : colleurs d’affiches, distributeurs de tracts, rabatteurs de réunions publiques. Un service est même chargé de répondre aux milliers de lettres qui arrivent.
Compte tenu du calendrier, Louis-Napoléon concentre ses actions à Paris, laissant à ses comités de soutien le soin de diffuser son manifeste programme dans le pays. Il enchaîne les rencontres avec les personnalités, de Hugo à Proudhon, et arpente le terrain, toujours accompagné d’un garde du corps armé d’un pistolet et d’une canne épée. Il multiplie les visites de casernes et gagne, sans mal, la bataille de la popularité. Il faut bientôt se rendre à l'évidence : les jeux sont faits ou presque. Même les journaux, hier si hostiles, se rallient les uns après les autres. Le 10 décembre, l’ex-proscrit est élu triomphalement. Dix jours plus tard, il jure devant l’Assemblée «de rester fidèle à la République démocratique une et indivisible». Son engagement durera un peu moins de trois ans.